# 수아이부 마루
수아이부 마루(프랑스어: Souaibou Marou, 2000년 12월 3일 ~ )는 카메룬의 축구 선수이다. 포지션은 스트라이커이며, 현재 남아프리카 공화국 프리미어 디비전의 올랜도 파이리츠에서 뛰고 있다.